# Верхня Сагарівка
Ве́рхня Сага́рівка — село в Україні, у Конотопському районі Сумської області. Населення становить 375 осіб. До 2017 орган місцевого самоврядування — Верхньосагарівська сільська рада.

## Географія
Село Верхня Сагарівка розташована на лівому березі річки Терн, вище за течією на відстані 2 км розташоване село Вознесенка, нижче за течією на відстані 2.5 км розташоване село Єрчиха (ліквідоване у 2006 році), на протилежному березі — село Болотівка, Нотаріусівка та Жуківка.
Село простягається уздовж річки на 6 км.

## Історія
- За даними на 1862 рік у власницькому селі Путивльського повіту Курської губернії мешкало 616 осіб (300 чоловіків та 316 жінок), налічувалось 87 дворових господарства[1].
- Станом на 1880 рік у колишньому власницькому селі Миколаївської волості мешкала 741 особа, налічувалось 129 дворових господарств, існувало 15 вітряних млинів[2].
- Село постраждало внаслідок геноциду українського народу, проведеного урядом СССР 1932—1933 та 1946–1947 роках, встановлено смерті не менше 47 людей[3].
- 12 червня 2020 року, відповідно до розпорядження Кабінету Міністрів України № 723-р «Про визначення адміністративних центрів та затвердження територій територіальних громад Сумської області», село увійшло до складу Буринської міської громади[4].
- 19 липня 2020 року, в результаті адміністративно-територіальної реформи та ліквідації Буринського району, увійшло до складу новоутвореного Конотопського району[5].

## Політика

### Парламентські вибори, 2019
На позачергових парламентських виборах 2019 року у селі функціонувала окрема виборча дільниця № 590067, розташована у приміщенні старостинського округу.
Результати
- зареєстровано 126 виборців, явка 63,49%, найбільше голосів віддано за «Слугу народу» — 35,00%, за Всеукраїнське об'єднання «Батьківщина» — 21,25%, за Радикальну партію Олега Ляшка — 10,00%[6]. В одномандатному окрузі найбільше голосів отримав Віктор Ладуха (Всеукраїнське об'єднання «Батьківщина») — 41,03%, за Максима Гузенка (Слуга народу) — 26,92%, за Ігоря Шкурата (самовисування) — 7,69%[7].

## Економіка
- Молочно-товарна ферма.
- «Верхньосагарівское», ТОВ.
- «Маяк», ТОВ.

## Соціальна сфера
- Школа І-II ст.

## Пам'ятки
- Братська могила радянських воїнів та пам'ятник воїнам-землякам[d];